# Erwinia
Erwinia es un género de bacterias de la familia Erwiniaceae. Su nombre proviene de Erwin Smith, el primer fitobacteriólogo. Todas las especies de este género son patógenas para las plantas. Destacan:
- Erwinia amylovora: provoca enfermedades necróticas a los árboles frutales.
- Erwinia carotovora: provoca la podredumbre blanda de la patata y la zanahoria: Pectobacterium